# Kulami w monarchę
Kulami w monarchę (tyt.oryg. Plumba perandorit) – albański film fabularny z roku 1980 w reżyserii Mevlana Shanaja. Film telewizyjny.

## Fabuła
Film poświęcony postaci studenta Vasila Laçiego (w tej roli Kastriot Çaushi), który 17 maja 1941 dokonał nieudanego zamachu na króla Wiktora Emanuela III. Do samochodu, którym jechali król i premier rządu kolaboracyjnego, Shefqet Verlaçi, Laçi strzelił czterokrotnie z rewolweru. Jedna z kul trafiła w tylną oponę, pozostałe chybiły celu. Sam Laçi został skazany na karę śmierci i powieszony 10 dni później. 
Motywy zamachu były osobiste, ale film przedstawia Laçiego jako bojownika o wolność narodu.
Film realizowano w Sarandzie.

## Obsada
- Kastriot Çaushi jako Vasil Laçi
- Vangjush Furxhi jako Giannini
- Agim Qirjaqi jako bezrobotny profesor
- Liza Laska jako matka Vasila
- Robert Ndrenika jako Kozma
- Sandër Prosi jako Filip
- Jorgaq Tushe jako adwokat
- Spiro Strati jako Mitro Dhima
- Aleksandër Pogaçe jako król Wiktor Emmanuel III
- Marko Bitraku jako dezerter
- Lec Shllaku jako włoski sędzia
- Rezarta Vinçani jako dziewczyna z kwiatami
- Ylli Demneri jako młody komunista
- Renis Hyka jako Feija